# John Mosley Turner
John Mosley Turner, né le 15 juin 1856 à Mitcham et mort le 21 mars 1968 à Tottenham, est un supercentenaire britannique. Il est devenu aveugle à l'âge de 73 ans. 